# Tambour battant (film, 1933)
Pour les articles homonymes, voir Tambour battant (film).
Tambour battant (Le grand amour du jeune Dessauer) est un film franco-allemand réalisé par André Beucler et Arthur Robison, sorti en 1933.

## Synopsis
Dans une petite ville allemande du XVIIIe siècle, un prince souhaite se marier avec la fille du pharmacien malgré l'opposition de sa famille. Il parvient à faire anoblir la jeune fille.

## Fiche technique
- Titre allemand : Des jungen Dessauers große Liebe
- Réalisation : André Beucler et Arthur Robison
- Scénario : Bobby E. Lüthge, Philipp Lothar Mayring
- Production : L'Alliance Cinématographique Européenne (ACE)[2], Universum Films AG (Berlin)[3]
- Producteur : Max Pfeiffer
- Photographie : Friedl Behn-Grund
- Musique : Eduard Künneke
- Costumes : Ilse Fehling
- Format : 35 mm
- Montage : Herbert B. Fredersdorf
- Durée : 90 minutes
- Dates de sortie : 22 décembre 1933 : Troisième Reich
  - 2 mars 1934 : France

## Distribution
- Georges Rigaud : Prince Léopold de Anhalt-Dessau
- Josseline Gaël : Anneliese
- Françoise Rosay : la princesse mère
- Félix Oudart : Comte de Chalissac
- Charles Martinelli : l'empereur
- Lucien Carol : Sergent
- Robert Lepers : Prétendant
- Raymond Rognoni
- Paul Ollivier
- Maurice Rémy
- André Nicolle
- Henri Chomette
- Hubert von Meyerinck
- Edouard Hamel
- Germaine Roger